# 2019年9月阿尔巴尼亚地震
2019年9月阿尔巴尼亚地震（又称2019年都拉斯地震）是指2019年9月21日发生于阿尔巴尼亚的强烈地震。该次地震震中位于阿尔巴尼亚都拉斯州都拉斯以南6千米（北纬41.381度，东经19.454度），震级为MW 5.6级，最大烈度为8(VIII)度。截至2019年9月23日，该次地震已造成108人受伤，但无人遇难。
阿尔巴尼亚国防部事後称，该次地震是阿尔巴尼亚境内20至30年间发生的最大规模的地震，但很快11月阿爾巴尼亞又發生規模更大的2019年阿爾巴尼亞地震。该次地震已被列入美国地质调查局2019年显著地震列表。

## 发震背景
阿尔巴尼亚地区在20世纪内共发生过2次6级以上地震。分别为1967年11月发生于阿尔巴尼亚和北马其顿边界的6.7级地震和1979年4月发生于黑山东南部的6.9级地震。而发生在阿尔巴尼亚境内的5级以上地震共有49次。根据1901年至1987年的地震震中分布图，阿尔巴尼亚地质学家埃杜阿尔德·苏尔斯塔罗瓦推断，阿尔巴尼亚是一个地震活动活跃的国家。无论是过去还是现在，其地震活动主要集中于该国西部的宽约40至50千米的爱奥尼亚—亚得里亚海地震带。
本次地震发生于都拉斯城区附近。根据美国地质调查局的地震目录，自1900年起截至本次地震发生，都拉斯城区附近仅于2007年发生过最高震级为4.9级的地震。即本次2019年地震是自有记录以来，发生在都拉斯的最大规模的地震，但很快11月發生的2019年阿爾巴尼亞地震規模超越此次。

## 参数测定
美国地质调查局测定，该次地震发生于2019年9月21日15时04分24秒，震中位于阿尔巴尼亚都拉斯州都拉斯以南6千米，首都地拉那以西35千米（北纬41.381度，东经19.454度），震级为MW 5.6级、mb 5.4级。美国地质调查局同时测出，本次地震极震区位于都拉斯，最大烈度为修订麦加利地震烈度8(VIII)度。而中国地震台网测定的震级略小，为5.5级。欧洲地中海地震中心测得的震级与美国相同，均为MW 5.6级。

## 震害情况
美国地质调查局根据观测到的数据和震区情况，推算出该次地震造成10至100人死亡的可能性最高，同时有很大可能造成1000万至1亿美元的经济损失。但截至2019年9月23日，阿尔巴尼亚当局声明该次地震仅造成108人受伤，无人遇难。
阿尔巴尼亚首都地拉那震感强烈。地拉那许多居民跑到街上和公园里避震。当地居民称，该次地震持续了约20秒。美国地质调查局根据互联网在线震感调查页面收集到的200多份震感报告，使用单独计算方法推测出该次地震最大烈度为8(VIII)度，与根据震源参数推测出的烈度一致。
震后，当地短暂中断了电力和通讯供应。地拉那共有48座房屋和3座公寓的墙体出现了裂缝。而距离震中最近的都拉斯也有42座房屋和4座公寓受损。其他地区也有20座房屋受损。地拉那大学地质系教学楼的屋檐上掉落了许多碎片散落在院子里。
阿尔巴尼亚国防部发言人称，经确认后，位于震中附近的2座油井并未受损。

## 余震活动
在主震发生10分钟后，震级为MW 5.1级的地震发生。